# Kankatta, Homnabad
Kankatta là một làng thuộc tehsil Homnabad, huyện Bidar, bang Karnataka, Ấn Độ.